# Pachycondyla obscurans
Pachycondyla obscurans is een mierensoort uit de onderfamilie van de Ponerinae. De wetenschappelijke naam van de soort is voor het eerst geldig gepubliceerd in 1859 door Walker.